# Goygol
Goygol (en azerí: Göygöl) es una localidad de Azerbaiyán, capital del raión homónimo.
Se encuentra a una altitud de 697 m sobre el nivel del mar.

## Demografía
Según la estimación de 2010 contaba con 37280 habitantes.